# Chilocorinae
I Chilocorinae Mulsant, 1850, sono una sottofamiglia di insetti dell'ordine dei Coleotteri (famiglia Coccinellidae), comprendente specie di piccole dimensioni, in generale a diffusione neotropicale.

## Descrizione
Le coccinelle di questa sottofamiglia hanno il clipeo espanso ai lati e l'inserzione delle antenne nascosta alla vista dorsale. Il corpo è generalmente glabro e convesso.

## Sistematica
La sottofamiglia si suddivide in tre tribù di cui la più rappresentativa è quella dei Chilocorini, comprendente anche le specie più importanti.
- Tribù Chilocorini. Generi:
  - Anisorcus
  - Arawana
  - Axion
  - Brumoides
  - Brumus
  - Chilocorus
  - Cladia
  - Curinus
  - Egius
  - Endochilus
  - Exochomus
  - Halmus
  - Harpasus
  - Orcus
  - Parapriasus
  - Phaenochilus
  - Priasus
  - Priscibrumus
  - Simmondsius
  - Trichorcus
  - Xanthocorus
  - Zagreus
- Tribù Platynaspini. Generi:
  - Crypticolus
  - Platynaspis
- Tribù Telsimiini. Generi:
  - Hypocyrema
  - Telsimia

Un vecchio schema tassonomico includeva in questa sottofamiglia anche la tribù degli Ortaliini, attualmente separata nella sottofamiglia degli Ortaliinae.